# Ansaldo S.V.A.
Die Ansaldo S.V.A. war eine Familie von italienischen Aufklärungsflugzeugen in Doppeldecker-Bauweise während des Ersten Weltkriegs und in den zwanziger Jahren.

## Geschichte und Konstruktion

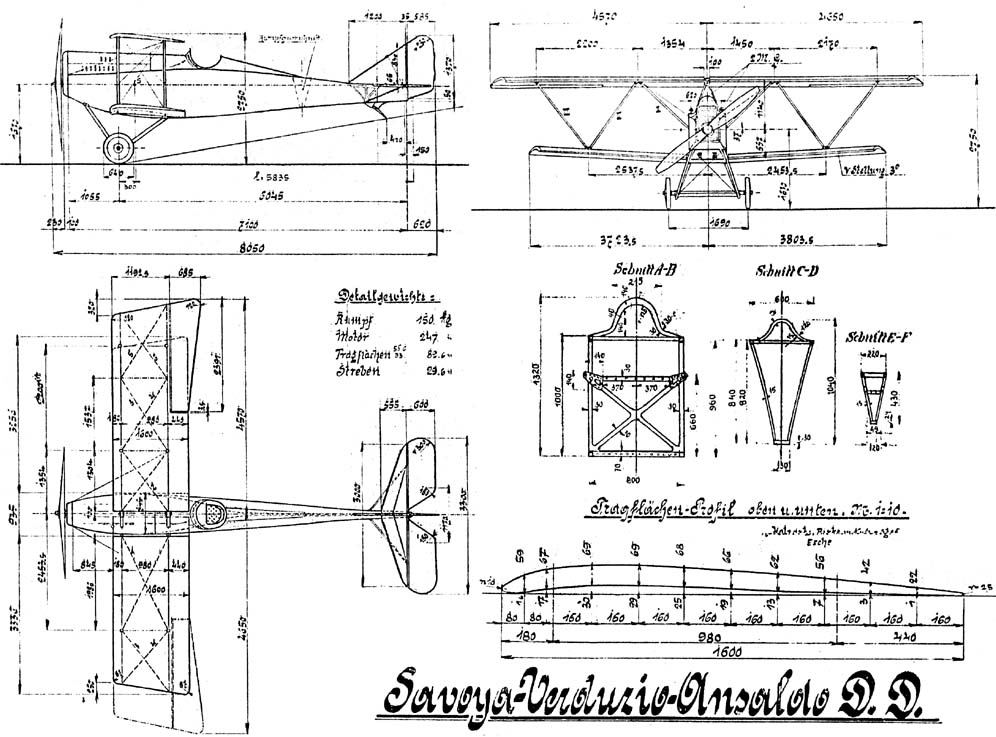
Ansaldo-S.V.A.-Zeichnung

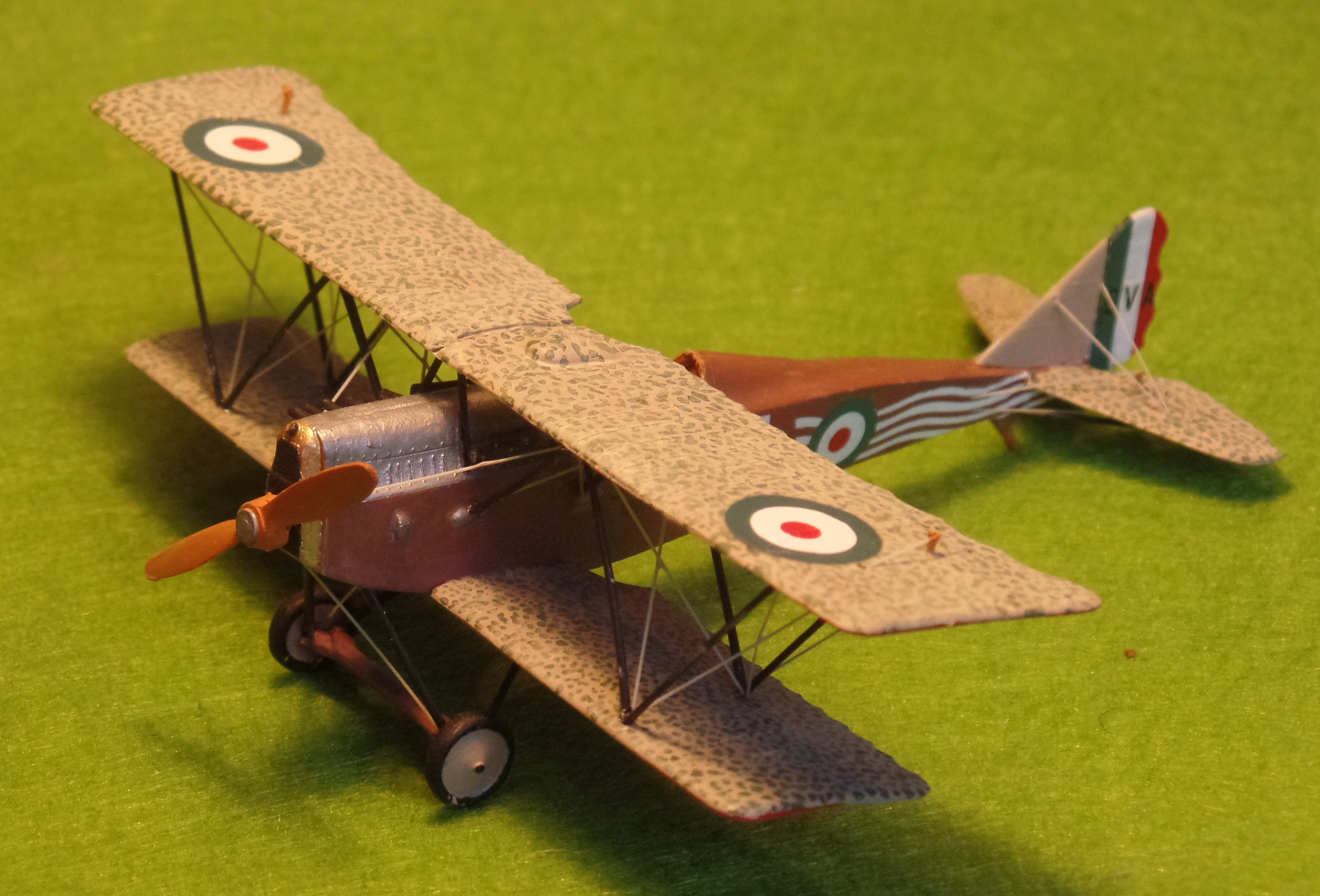
Modell einer SVA 5 der 87ª Squadriglia Ricognizione

Nachdem sich bis auf die schweren Caproni-Bomber die italienischen Kampfflugzeuge nach dem verspäteten Kriegseintritt Italiens – so etwa die Typen von Savoia-Pomilio – als wenig fronttauglich erwiesen hatten, musste sich das italienische Fliegerkorps notgedrungen mit französischen Typen behelfen. 1916 begannen jedoch die Konstrukteure Umberto Savoia, Rodolfo Verduzio und Celestino Rosatelli in privater Initiative die Arbeit an einem ersten italienischen Jagdflugzeugtyp. Ihre Idee überzeugte die Militärbehörden, die den Rüstungskonzern Gio. Ansaldo & Co. S.A. in Genua-Borzoli mit Zweigwerk in Turin mit der weiteren Entwicklung beauftragten.
Das Tragwerk der S.V.A. war durch Querstreben verbunden und benötigte deshalb keine Drahtverspannung. Der mit Sperrholz verkleidete Flugzeugrumpf besaß den für Ansaldo typischen fünfeckigen Querschnitt. Die Tragflächen waren mit Leinwand bespannt. Der Prototyp wurde von den Ansaldo-Technikern in Borzoli Mare unter der Leistung des Technischen Direktors Leutnant Giuseppe Brezzi gebaut. Bald darauf wurde die Vorserien-Produktion in Borzoli und Bolzaneto aufgenommen.
Am 19. März startete Sergeante Mario Stoppani in Grosseto zum ersten Probeflug; bei weiteren Testflügen erreichte die Maschine eine Spitzengeschwindigkeit von 223 km/h. Weitere erfahrene italienische Kampfflieger setzten die Erprobungen fort. Im Vergleich mit den bisher geflogenen französischen Typen Hanriot HD.1 und SPAD S.VII erwies sich die S.V.A. zwar für den Luftkampf als zu schwerfällig, sie zeigte sich aber als robust und bewies hervorragende Flugleistungen.
Während die Entwicklung eines Jagdflugzeugs stattdessen mit der Ansaldo A.1 Balilla vorangetrieben wurde, ließ man die ursprüngliche Absicht fallen, die S.V.A. als Jagdmaschine einzusetzen. Neben der Schwerfälligkeit erwies sich für den Luftkampf die Position der Bordwaffe als nachteilig heraus. Diese war so montiert, dass sie einerseits bei Ladehemmung vom Piloten nur mittels eines Hebels erreicht werden konnte und andererseits nur eine geringere Schussfolge aufgrund der Synchronisierung mit dem Propeller zuließ. Als weiterer Nachteil wurde der leicht zu beschädigende Treibstofftank der S.V.A. angesehen. Stattdessen verfolgte man deren weitere Verwendung als Aufklärer und Bomber, dessen Flughöhe und Geschwindigkeit für österreichische Abfangjäger und Bodenabwehr unerreichbar sein musste. Die mit zwei MGs, zwei Kameras und Bombenhalterungen ausgerüstete Maschine galt als schnellstes Kampfflugzeug, das während des Krieges zum Einsatz kam.
Nach weiteren Versuchen mit Lorraine-Dietrich- und Isotta-Fraschini-Motoren ging die S.V.A.4 mit SPA-Sechszylinder-Reihenmotor ab Oktober 1917 in Serienfertigung.

## Einsatz
Am 9. Oktober 1917 unternahm Leutnant Natale Palli den ersten Einsatz am Steuer einer S.V.A.
Im Februar 1918 wurden sechs neue strategische Aufklärungsstaffeln (1°-6° Sezione Ric./Bomb.) der italienischen Fliegertruppe aufgestellt, mit S.V.A. ausgerüstet und den Armeeoberkommandos für Ferneinsätze unterstellt. Es folgten die bekannte 87ª Squadriglia La Serenissima, die 89ª Squadriglia, später die 56ª und 57ª Squadriglia, sowie schließlich die in Mazedonien und in Albanien eingesetzten Squadriglia 111 und 116. Diese Staffeln unternahmen ausgedehnte Aufklärungsflüge und Bombenangriffe in der Tiefe der feindlichen Hinterlands und waren in den letzten Kriegsmonaten auch an spektakulären Langstreckeneinsätzen beteiligt:
- Am 28. Februar 1918 starteten vier S.V.A.s in Ponte San Pietro, drei davon mit je 50 kg Bomben beladen, die vierte mit Kameraausrüstung zum Einsatz gegen das 250 km entfernte Innsbruck, wo sie Bahnanlagen angriffen.
- Am 21. Mai 1918 führten Arturo Ferrarin und Antonio Locatelli von der 87ª Squadriglia einen ca. 700 km langen Fernaufklärungseinsatz durch, bei dem sie die Alpen überquerten und den deutschen Zeppelin-Stützpunkt bei Friedrichshafen am Bodensee fotografierten.
- Im April führte Locatelli einen weiteren 900 km langen Fernerkundungsflug bis nach Zagreb durch.
- Besonderes Aufsehen erregte der 1000 km lange Flug über Wien der 87ª Squadriglia von San Pelagio bei Padua am 9. August 1918, der auf Initiative des italienischen Dichters Gabriele d’Annunzio durchgeführt wurde. D’Annunzio selbst nahm in einer zweisitzigen umgebauten S.V.A.10, die vom Staffelführer Hauptmann Palli gesteuert wurde, Platz. Von 11 gestarteten Maschinen erreichten 7 die österreichische Hauptstadt, über der sie etwa zwanzig Minuten kreisten, Luftaufnahmen machten und 50.000 von D’Annunzio und Ugo Ojetti verfasste Propagandaflugblätter abwarfen. Bei diesem Flug, der nahezu ungehindert von feindlicher Abwehr zu 80 % über Feindgebiet führte, ging nur eine Maschine verloren, die aufgrund eines Motorschadens bei Wiener Neustadt notlanden musste.
- Im September 1918 führte ein Prototyp mit 250 PS Isotta-Fraschini-Motor einen Langstreckenflug über 1448 km durch.

Vor allem aber griffen die S.V.A. immer stärker in den Kriegsverlauf an der italienischen Alpenfront und an der Adriaküste ein. Dabei trugen sie mit ihren Aufklärungserfolgen deutlich zum Abwehrerfolg gegen die gescheiterte österreich-ungarische Sommeroffensive und dem Sieg von Vittorio-Veneto bei, der zum Zusammenbruch der Front und endgültigen Niederlage der Mittelmächte im Alpenraum führte.

### Nachkriegsverwendung

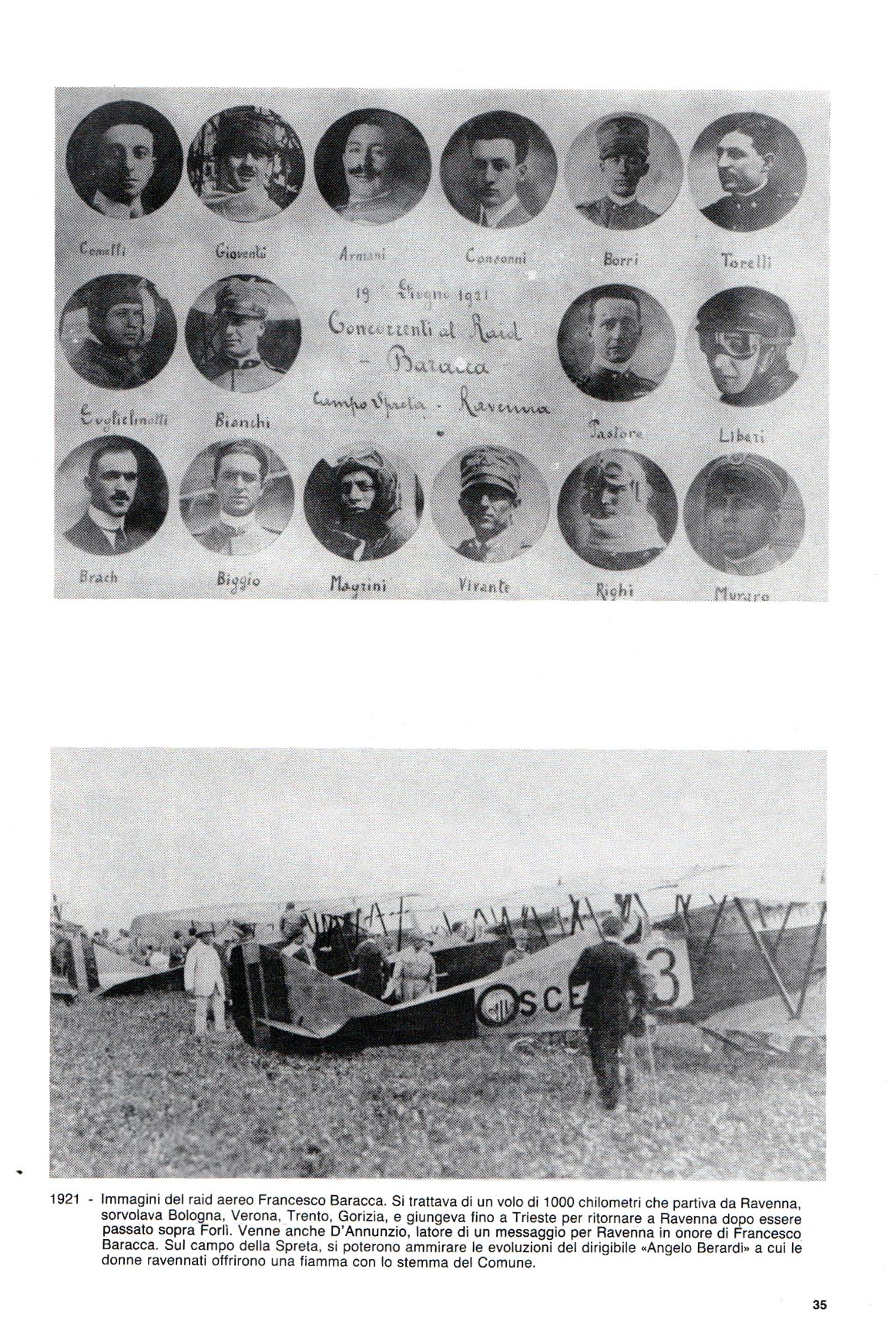
S.V.A. beim Wettbewerb um den Francesco-Baracca-Pokal am 19. Juni 1921

Bis Kriegsende wurden etwa 1250 S.V.A. gebaut; sie standen daher an zweithöchster Stelle der während des Krieges in Italien gefertigten Flugzeuge. Noch 1923 wurden sie von sechs Staffeln in Italien und Nordafrika geflogen.
Die Produktion lief bis 1928; etwa 2000 SVA aller Typen wurden geliefert und dienten als Militär- und Sportflugzeuge bis in die 30er Jahre. Die letzte Variante, eine SVA mit 250-PS-Isotta-Fraschini-Motor, erreichte Spitzengeschwindigkeiten von 240 km/h.
Einige Flugzeuge gingen auch nach Südamerika und bewährten sich aufgrund ihrer hervorragenden Höhenflugeigenschaften; so überquerte der peruanische Leutnant Alejandro Velasco Astete am 29. August 1925 mit seiner S.V.A. von Campo de Las Palmas bei Lima über Cuzco nach Puno die Anden.
Besonderes Aufsehen erregte ein Flugabenteuer unter Leitung des Leutnants Arturo Ferrarin, der mit insgesamt sieben Flugzeugen am 26. Februar zum Fernflug von Rom nach Japan startete. Zwei Flugzeuge mit Ferrarin und seinem Kameraden Masiero erreichten schließlich am 25. Mai 1920 nach 18.105 km und 109 Flugstunden Tokio.

## Varianten

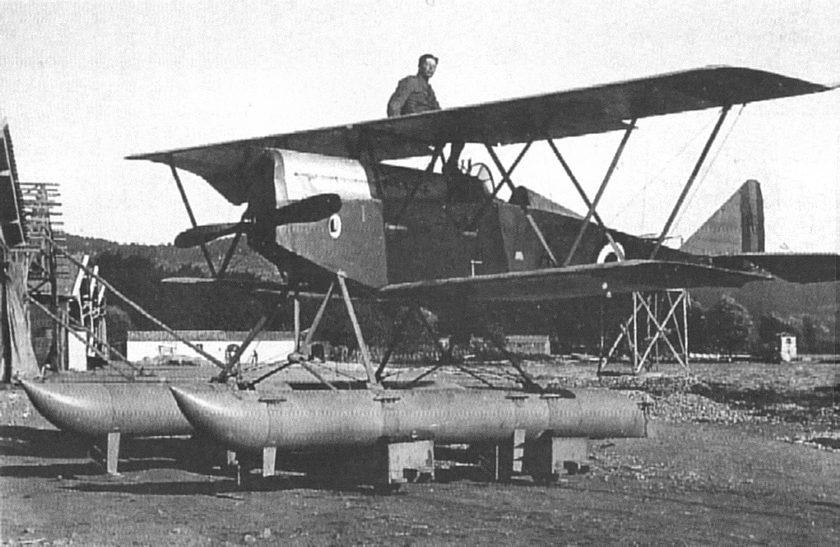
I S.V.A.
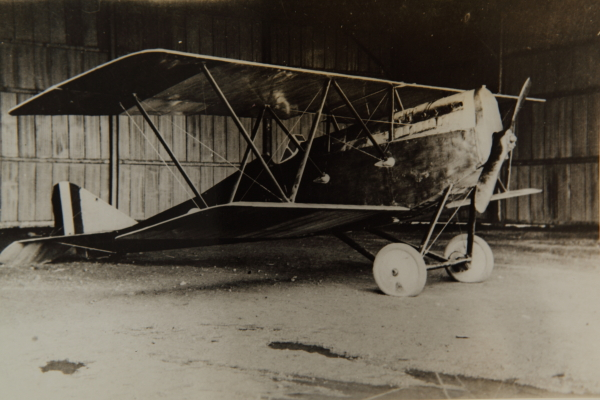
S.V.A.9
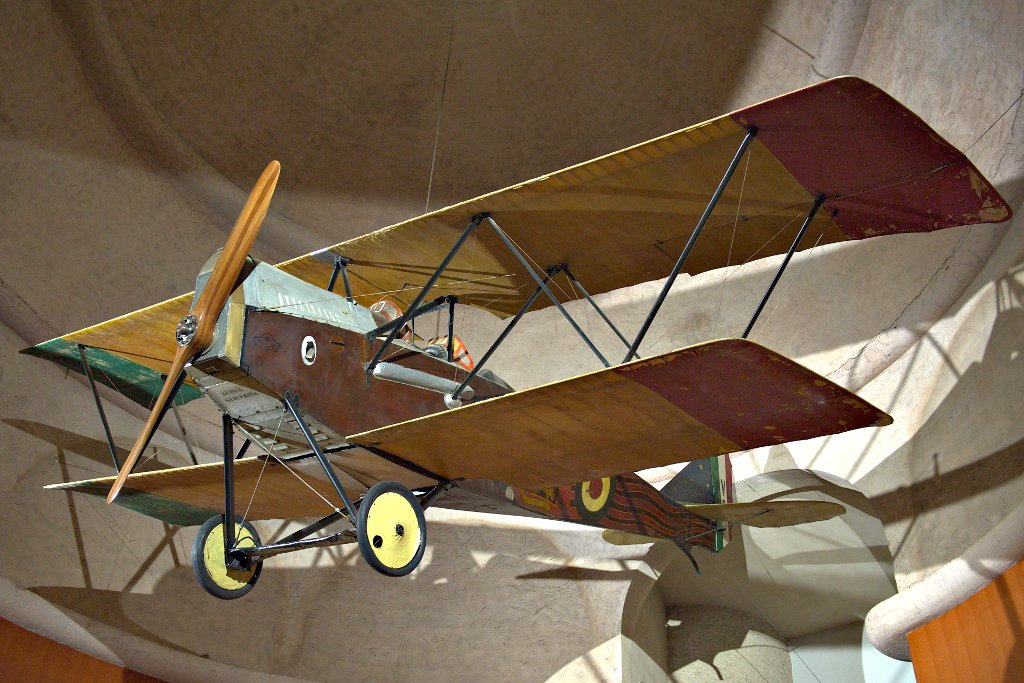
S.V.A.10

Den zunächst produzierten S.V.A.4 folgte der meistgebaute und fast baugleiche Typ 5 mit größerem Benzintank und längerer Reichweite ergänzt. Im Frühjahr wurden die ersten S.V.A.3 von A.E.R. mit verkürzten Tragflächen als Abfangjäger für Heimatschutzverbände geliefert. Ab August 1918 erschien der zweisitzige Typ 10. Auch einige unbewaffnete Zweisitzer S.V.A.9 kamen an die Front, sie dienten vor allem zur Vorerkundung und zur Navigation der S.V.A.-Formationen, wurden aber zumeist mit Doppelsteuer ausgerüstet an Trainingseinheiten geliefert. Die Regia Marina ließ versuchsweise einige Maschinen zu Torpedoflugzeugen umbauen; außerdem erhielt sie 50 S.V.A. mit Schwimmern für den Einsatz über der Adria.
- S.V.A.1 – Prototyp
- S.V.A.2 – 65 Serienflugzeuge
  - I.S.V.A – Schwimmerversion (I = Idroplano – „Wasserflugzeug“)
- S.V.A.3 – SVA.4 von A.E.R. hergestellt
  - S.V.A.3 Ridotto – Abfangjäger zur Verteidigung gegen Zeppeline
- S.V.A.4 – Fernaufklärer mit Kameraausstattung, Bombenvorrichtung
- S.V.A.5 – Fernaufklärer mit vergrößertem Tankinhalt
- S.V.A.6 – nur Prototyp (Bomber)
- S.V.A.8 – nur Prototyp
- S.V.A.9 – unbewaffnetes zweisitziges Schulflugzeug mit Doppelsteuer
- S.V.A.10 – Zweisitzer, mit starrem Vickers-MG für den Piloten und beweglichem Lewis-MG auf Drehringlafette für den Beobachter. Einige als S.V.A.10 I.F. mit 250 PS-Isotta Fraschini- oder als S.V.A.10 Lorraine mit Lorraine-Dietrich-Motor. Die beim Flug über Wien eingesetzte Maschine war eine Variante der S.V.A. 10 und wurde auch als Typ Wien bezeichnet. Im Unterschied zur normalen S.V.A. 10 befand sich beim Typ Wien der Pilotensitz hinten, während unter dem Vordersitz ein größerer Tank eingebaut worden war auf dem man einen Notsitz für einen zweiten Flugbegleiter montierte. Aus dem Typ Wien ging als weitere Variante der Typ Berlin hervor. Dieser besaß einen zusätzlichen Treibstofftank von etwa 50 Litern unter dem Pilotensitz. Ob diese für einen Feindflug über Berlin entworfene Maschine tatsächlich jemals gebaut wurde, lässt sich nicht eindeutig nachweisen.[5]

## Technische Daten
| Kenngröße                                       | S.V.A.3                 | S.V.A.4                 | S.V.A.5               | S.V.A.9       | S.V.A.10              |
| ----------------------------------------------- | ----------------------- | ----------------------- | --------------------- | ------------- | --------------------- |
| Baujahr                                         |                         | 1918                    | 1918                  | 1918          | 1918                  |
| Einsatzzweck                                    | Aufklärer, Bomber       | Aufklärer, Bomber       | Aufklärer, Bomber     | Schulflugzeug | Aufklärer, Bomber     |
| Besatzung                                       | 1                       | 1                       | 1                     | 2             | 2                     |
| Länge                                           | 8,10 m                  | 8,10 m                  | 8,10 m                | 8,10 m        | 8,15 m                |
| Spannweite                                      | 7,75 m                  | 8,80 m                  | 9,10 m                | 9,10 m        | 9,10 m                |
| Höhe                                            |                         | 2,60 m                  | 2,94 m                | 2,92 m        |                       |
| Flügelfläche                                    | 22,02 m²                | 26,93 m²                | 26,93 m²              | 26,93 m²      | 26,93 m²              |
| Leermasse                                       | 667 kg                  | 701 kg                  | 667 kg                | 692 kg        | 730 kg                |
| Startmasse                                      | 891 kg                  | 975 kg                  | 975 kg                | 989 kg        | 1061 kg               |
| flüssigkeitsgekühlter Sechszylinder-Reihenmotor | SPA 6A, 195 kW (265 PS) | SPA 6A, 195 kW (265 PS) |                       |               |                       |
| Höchstgeschwindigkeit                           | 226 km/h                | 216 km/h                | 237 km/h              | 220 km/h      | 211 km/h              |
| Steigrate                                       |                         | 5 m/s                   |                       |               |                       |
| Steigzeit auf 1000 m                            |                         |                         | 2:40 min              |               |                       |
| Steigzeit auf 2000 m                            |                         |                         | 6 min                 |               |                       |
| Steigzeit auf 3000 m                            | 11:30 min               | 12 min                  | 8 min                 | 14 min        | 11 min                |
| Steigzeit auf 4000 m                            |                         |                         | 12:50 min             |               |                       |
| Steigzeit auf 5000 m                            |                         |                         | 18 min                |               |                       |
| Steigzeit auf 6000 m                            |                         |                         | 25 min                |               |                       |
| Gipfelhöhe                                      |                         | 7000 m                  | 6700 m                | 5000 m        |                       |
| Reichweite                                      |                         |                         |                       |               |                       |
| Flugzeit                                        | 3 h                     | 3:15 h                  | 6 h                   | 4 h           | 3–5 h                 |
| Bewaffnung                                      | 2 MG, Bomben, Kameras   | 2 MG, Bomben, Kameras   | 2 MG, Bomben, Kameras | –             | 2 MG, Bomben, Kameras |

Leistungsvergleich mit anderen Flugzeugtypen im Fronteinsatz (Herbst 1918)
| Name                   | Land                   | Motorleistung | Höchstgeschwindigkeit | Startmasse | Bewaffnung                | Gipfelhöhe |
| ---------------------- | ---------------------- | ------------- | --------------------- | ---------- | ------------------------- | ---------- |
| Ansaldo S.V.A.5        | Italien                | 265 PS        | 237 km/h              | 975 kg     | 2 und 90 kg Bomben        | 7000 m     |
| Fokker D.VII           | Deutsches Reich        | 180 PS        | 189 km/h              | 910 kg     | 2                         | 6000 m     |
| Fokker D.VIIF          | Deutsches Reich        | 226 PS        | 205 km/h              | 910 kg     | 2                         | 7000 m     |
| Pfalz D.VIII           | Deutsches Reich        | 160 PS        | 190 km/h              | 740 kg     | 2                         | 7500 m     |
| Pfalz D.XII            | Deutsches Reich        | 160 PS        | 180 km/h              | 902 kg     | 2                         | 5640 m     |
| L.F.G. Roland D.VIa    | Deutsches Reich        | 160 PS        | 190 km/h              | 820 kg     | 2                         | 5500 m     |
| Siemens-Schuckert D.IV | Deutsches Reich        | 160 PS        | 190 km/h              | 735 kg     | 2                         | 8000 m     |
| Fokker D.VIII          | Deutsches Reich        | 110 PS        | 204 km/h              | 605 kg     | 2                         | 6300 m     |
| SPAD S.XIII            | Frankreich             | 220 PS        | 222 km/h              | 820 kg     | 2                         | 6650 m     |
| Sopwith Snipe          | Vereinigtes Königreich | 230 PS        | 195 km/h              | 955 kg     | 2                         | 6100 m     |
| Sopwith Dolphin        | Vereinigtes Königreich | 200 PS        | 211 km/h              | 890 kg     | 2                         | 6100 m     |
| Sopwith Camel          | Vereinigtes Königreich | 130 PS        | 185 km/h              | 659 kg     | 2 und vier 11,3-kg-Bomben | 5791 m     |
| S.E.5a                 | Vereinigtes Königreich | 200 PS        | 222 km/h              | 880 kg     | 2                         | 5185 m     |

## Erhaltene Flugzeuge

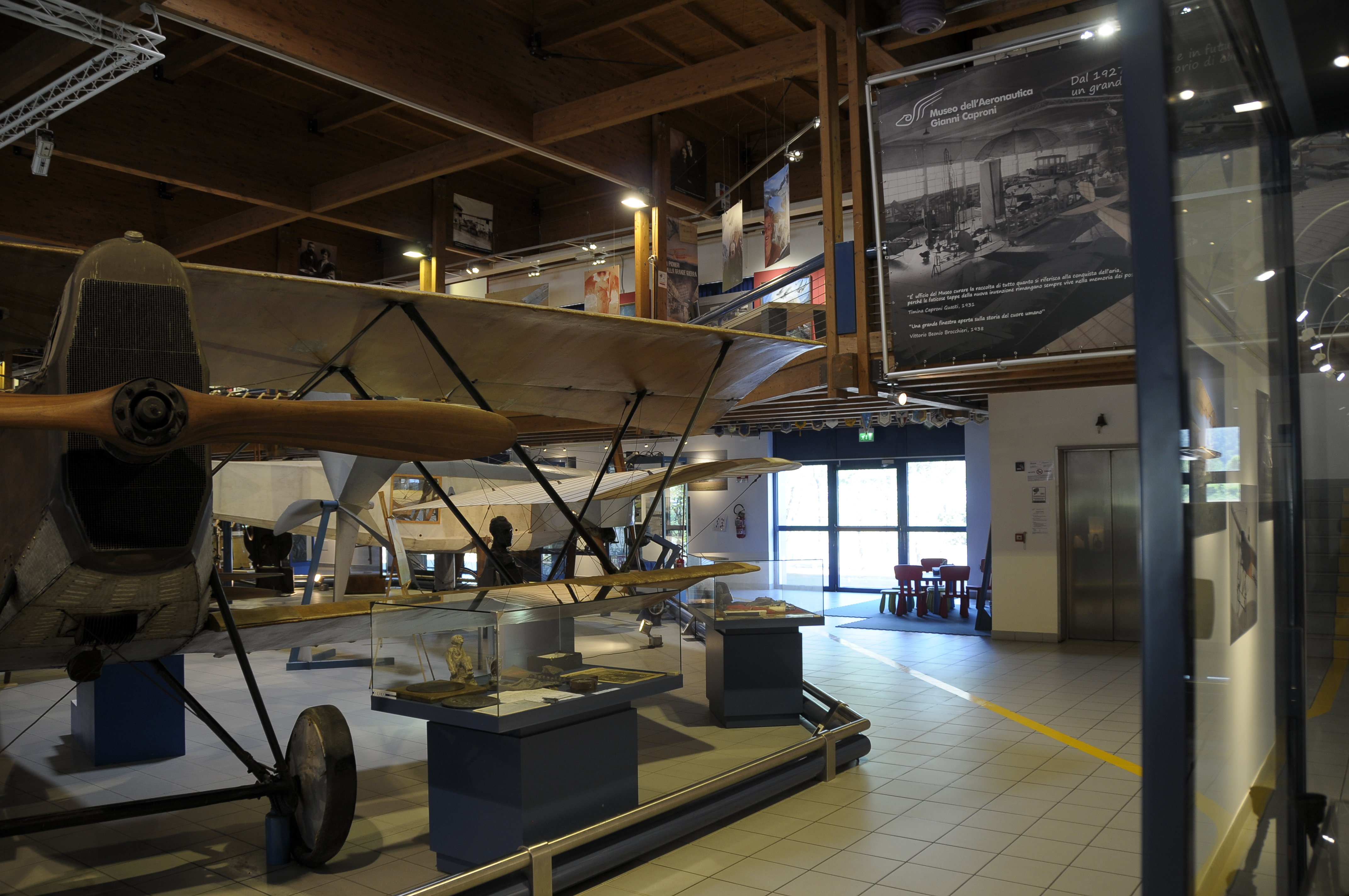
S.V.A.5 im Museo dell’aeronautica Gianni Caproni
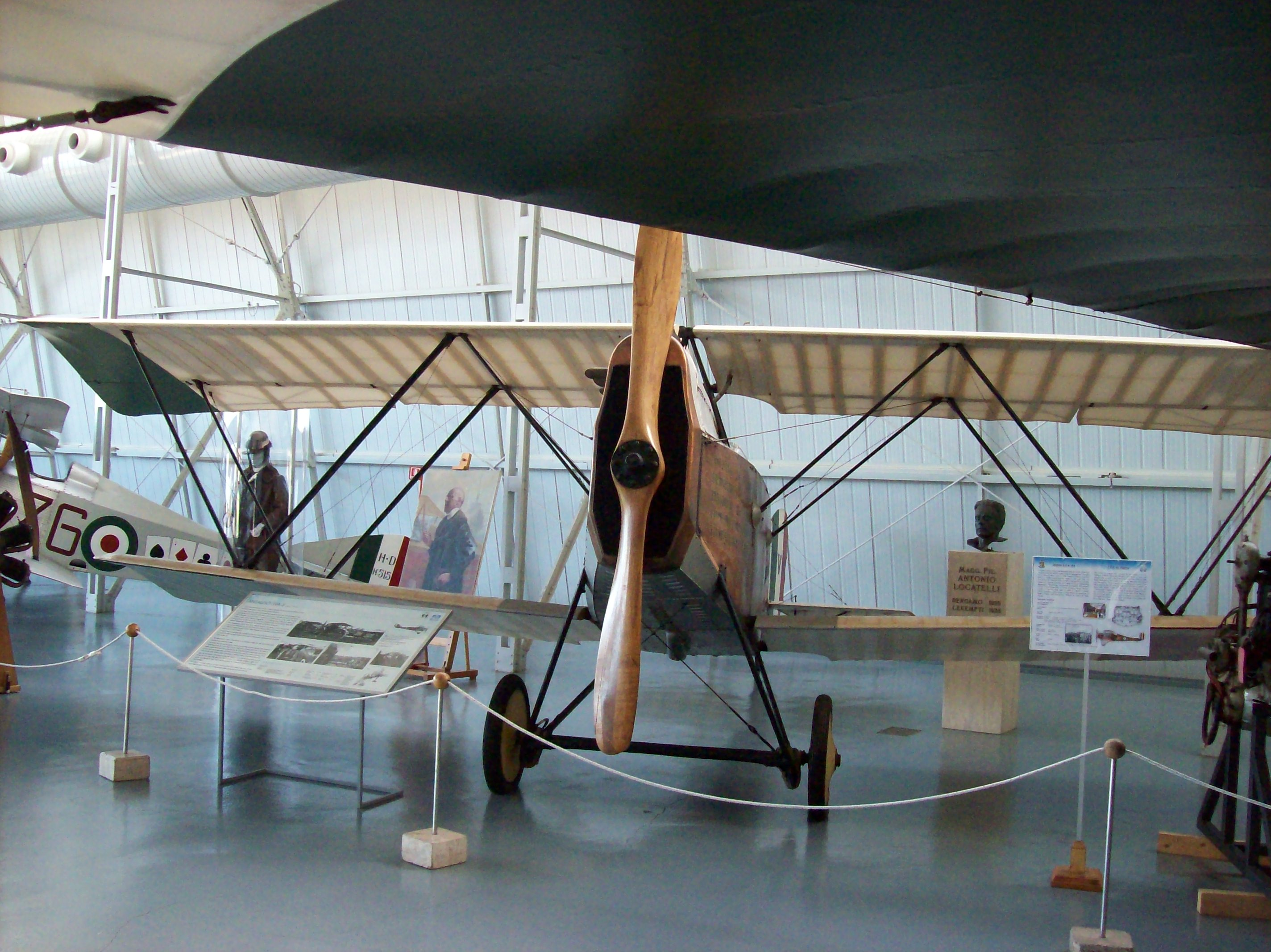
S.V.A.5 im Museo storico dell’Aeronautica Militare, Vigna di Valle
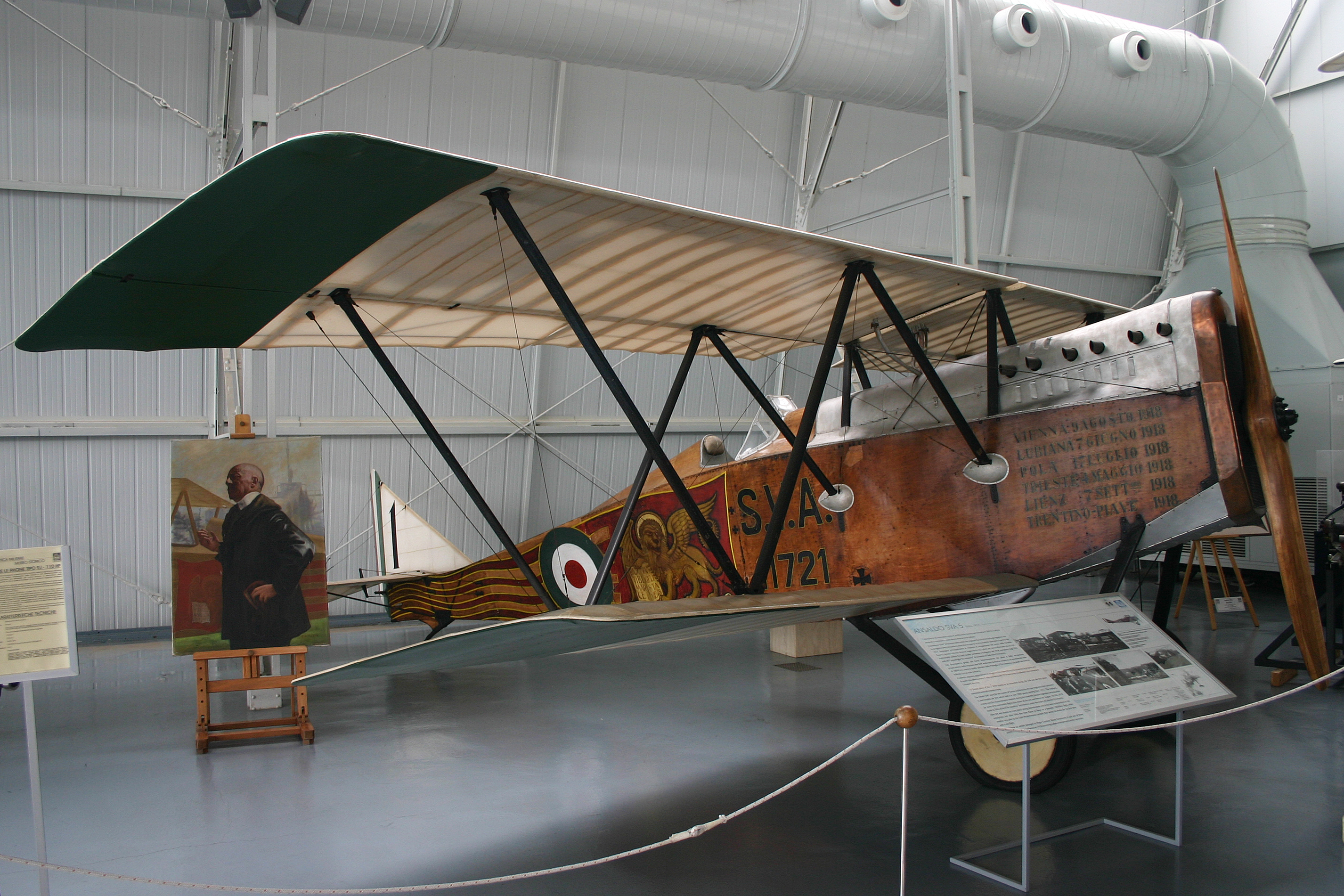
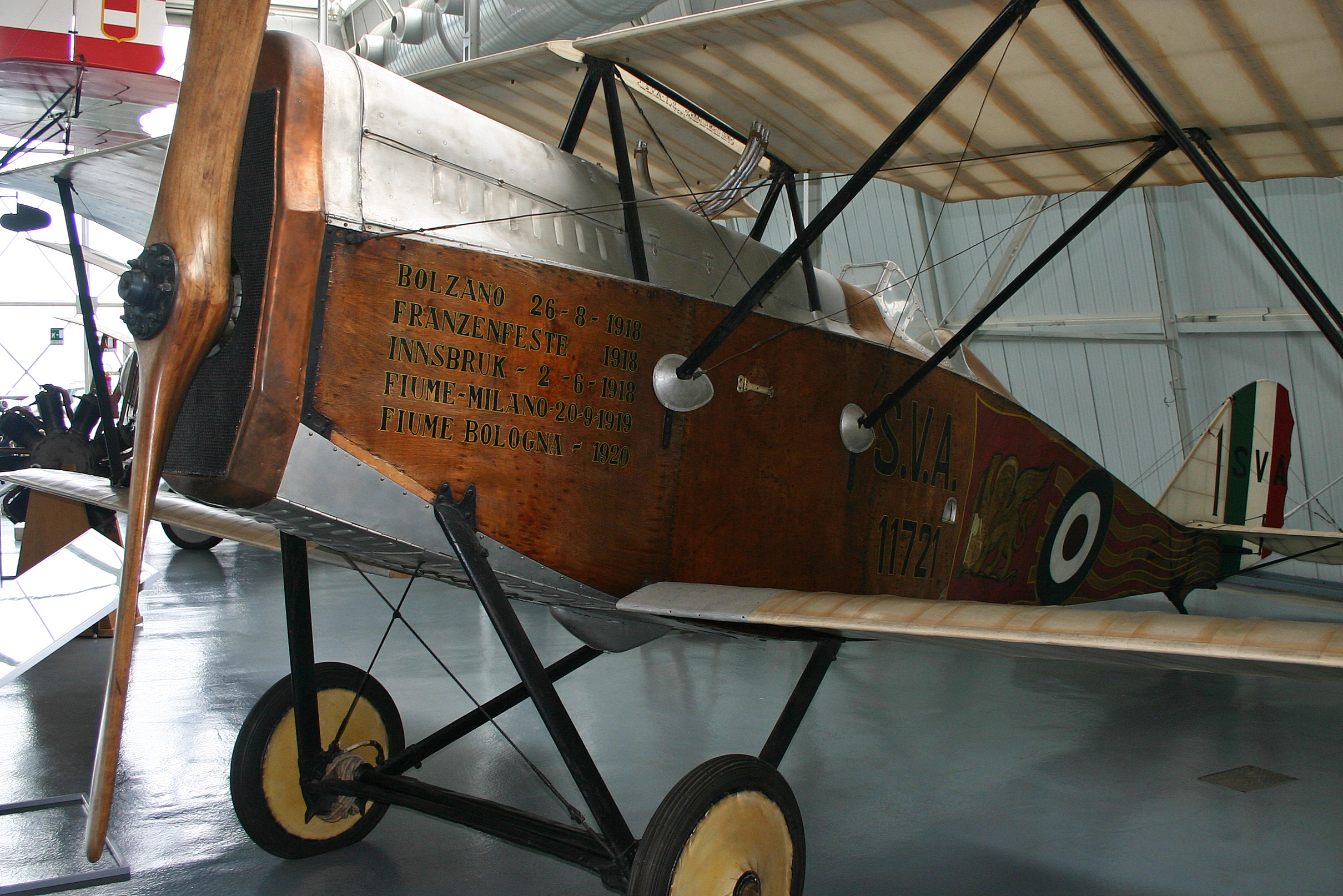
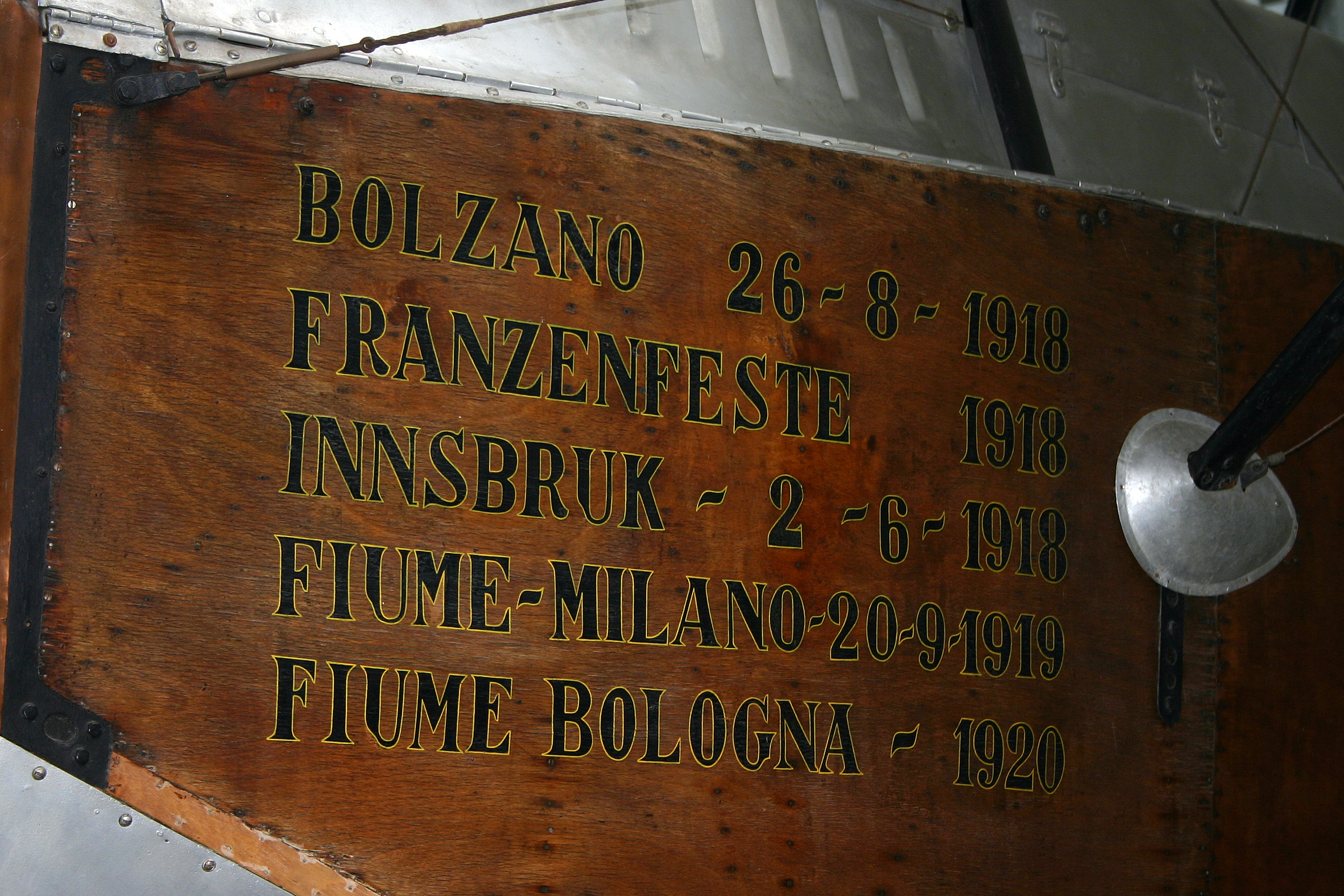
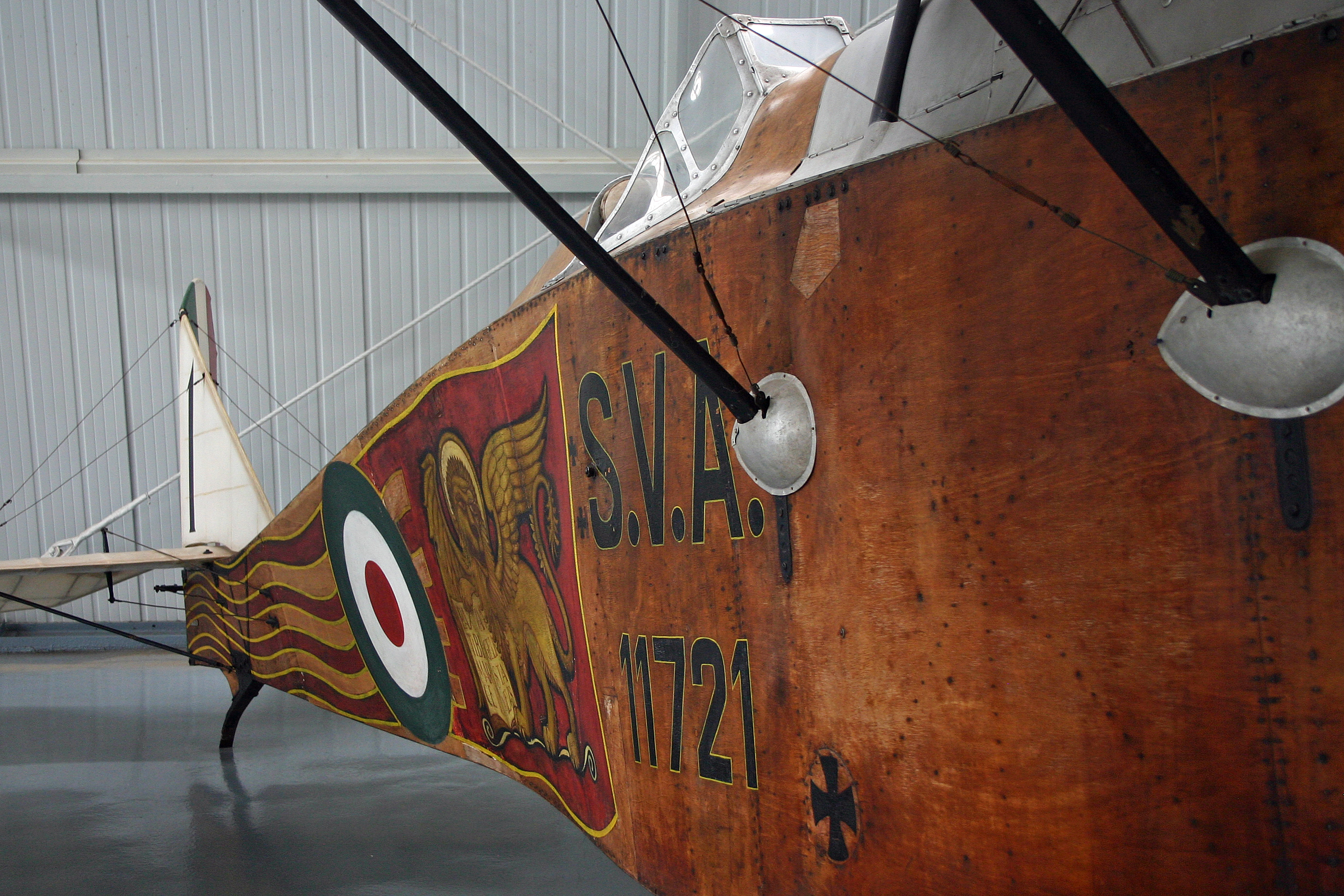
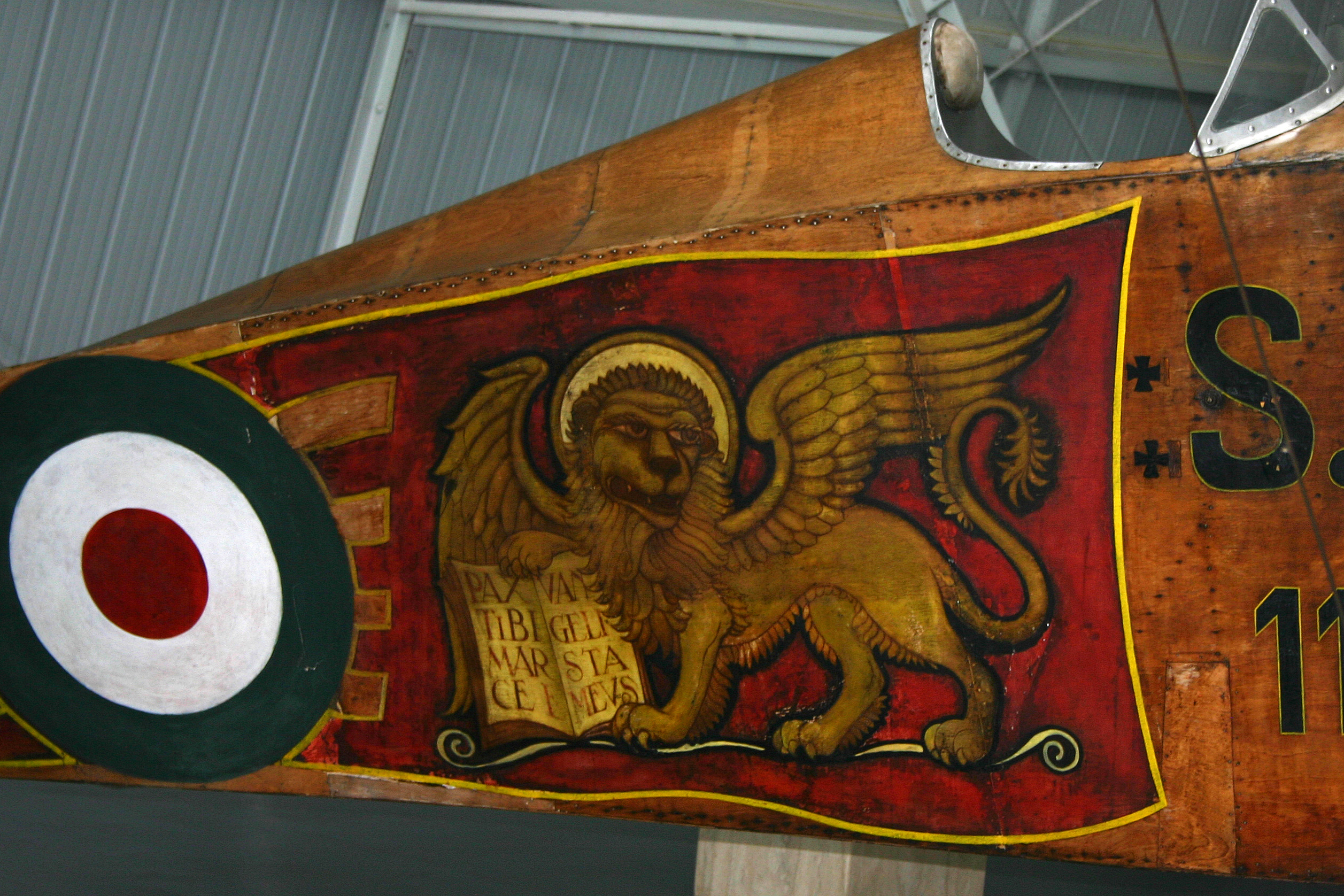
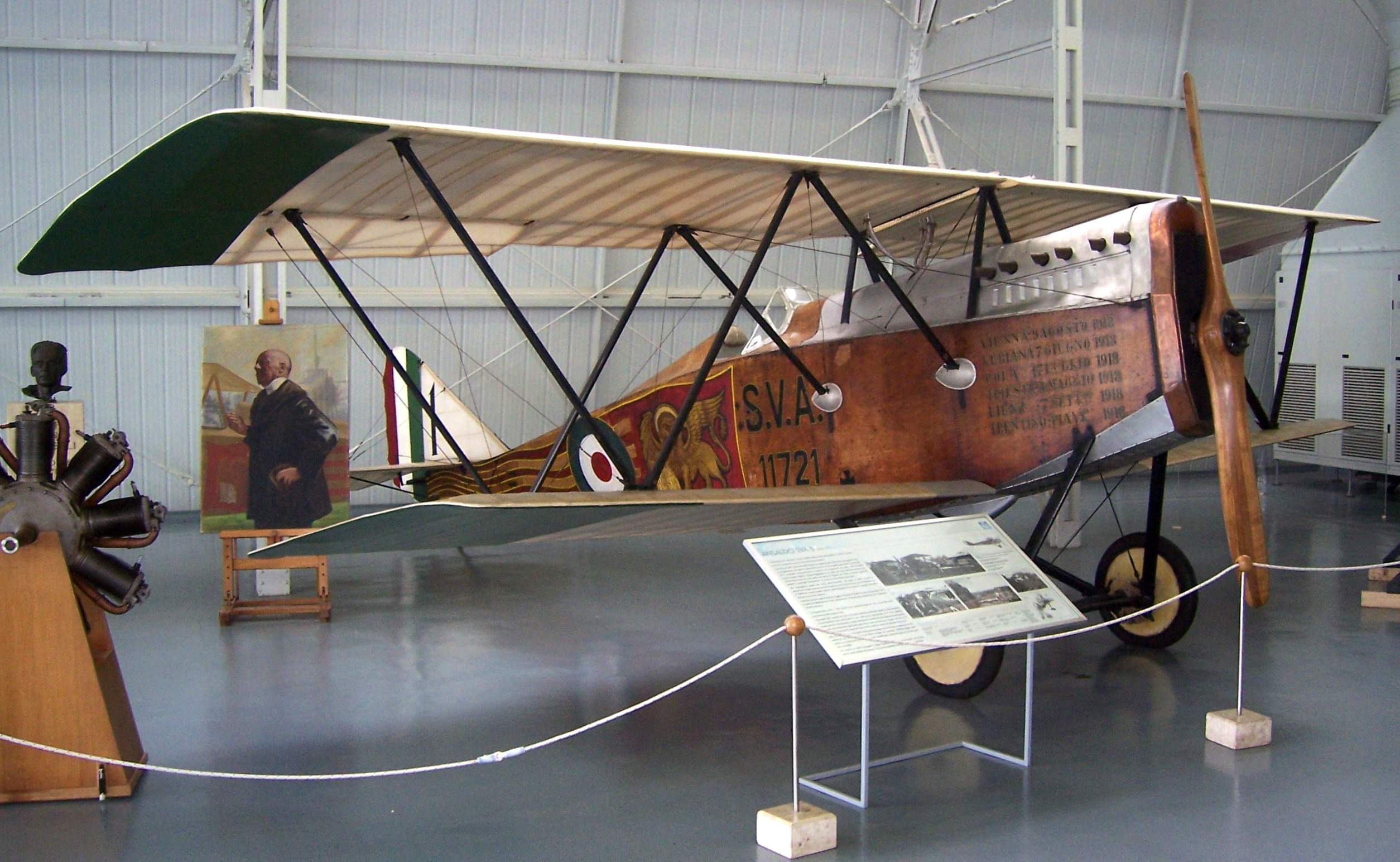

Einige Flugzeuge sind in Museen erhalten, zumeist markiert mit dem venezianischen Löwen des Hl. Markus, dem Staffelabzeichen der 87ª Squadriglia:
- S.V.A.5 No 11777, von Oberleutnant Gino Allegri beim Flug über Wien geflogen, Museo dell’aeronautica Gianni Caproni in Trient,
- S.V.A.5 No 11721 von Major Granzarolo Giordano Bruno beim Flug über Wien geflogen, italienischen Luftfahrtmuseum Vigna di Valle.[6]
- S.V.A.5 No 24525, Luftfahrtmuseum San Pelagio
- S.V.A.9 No 89 Privatbesitz in Turin
- S.V.A.10 No 12736, von Gabriele D’Annunzio und Hauptmann Natale Palli beim Flug über Wien geflogen, Vittoriale degli italiani in Gardone Riviera[7]

Daneben werden folgende Nachbauten ausgestellt:
- S.V.A.5 im Flughafen Genua
- S.V.A.5 im peruanischen Luftwaffenmuseum in Lima
- S.V.A.9 im Flugzeugpark der japanischen Luftwaffe in Hamamatsu